# 江田島町切串
江田島町切串（えたじまちょうきりくし）は、広島県江田島市の地名。

## 地理
江田島の北岸に位置する。そのうちの東端にあり、海岸沿いに西へ行くと幸ノ浦が、南へ行くと江田島町小用がある。
切串の中心集落は長谷川による堆積地形と江戸時代以降の埋立地に立地している。長谷川は深く、急傾斜な谷を形成している。
南に古鷹山などがそびえ、江田島の南部と隔てられている。このため、吉浦、天応、坂町や似島といった海で隔てられた地域とも交流が多かった。

## 歴史
明徳から文明までの頃に大きな土砂災害があったと伝えられる。
1889年4月に町村制が実施されて江田島村が成立し、切串もこれに属した。村内は切串を含む12区に分かたれ、各区に区長と区長代理が置かれた。
1946年9月の町村制の改正で村の下に置かれた区は廃されたが、区名は残った。1947年8月に役場の出張所が設けられた。1951年10月1日から江田島村は江田島町となった。
1997年に住居表示が実施され、2月10日に切串1–2丁目が、2月24日に切串3–5丁目が成立した。
2004年11月1日、江田島町外3町が合併して江田島市が誕生した。江田島町「切串」は江田島市「江田島町切串」に引き継がれた。

### 人口
| 年                | 世帯数  | 人口    |
| ----------------- | ------- | ------- |
| 宝永7年（1710年） | 36戸    | 120人   |
| 1930年            | 457戸   | 2,426人 |
| 1946年            | 748世帯 | 3,479人 |
| 1985年            | 955世帯 | 2,865人 |
| 1995年            | 918世帯 | 2,454人 |
| 2000年            | 896世帯 | 2,299人 |
| 2005年            | 864世帯 | 2,097人 |
| 2010年            | 821世帯 | 1,861人 |
| 2015年            | 783世帯 | 1,691人 |
| 2020年            | 714世帯 | 1,495人 |

## 教育
江田島市立切串小学校および江田島市立江田島中学校（小用）の校区内である。
かつて切串中学校が存在したが、江田島市の学校再編によって2009年に江田島中学校に統合された。切串中学校の跡は江田島市から広成建設に売却され、「江田島研修センター～み・ら・い～」として整備された。

## 社会福祉
認定こども園きりくしがある。切串では1948年4月に私立切串保育所が開設された。1954年4月には住民の要望により江田島町立切串保育所が新設された。その後名称を切串保育園に変更している。2021年に認定こども園に移行し、名称を認定こども園きりくしに改めた。

## 交通

### 道路
小用方面から切串西沖桟橋まで国道487号が通る。切串西沖桟橋から広島港（宇品）までは国道487号の海上区間となっている。
切串西沖桟橋付近の国道487号との交点から幸ノ浦方面へ広島県道297号石風呂切串線が通じている。

### 海上交通
切串の港は1961年以降、小用港の一部として管理されている。切串には2つの桟橋があり、切串西沖桟橋では広島港（宇品）との間で、切串吹越桟橋では天応桟橋との間で定期船が運行されている。

## 神社・仏閣
切串大歳神社
大歳ノ神を祭神とする。
正念寺
享保20年（1735年）に堂の再建、元文4年（1739年）に屋根瓦の葺き替えをしたという記録が残っており、これ以前に建立されたと考えられている。